# موتور هوشنگ بامری
موتور هوشنگ بامری یک منطقهٔ مسکونی در ایران است که در دهستان جلگه چاه هاشم واقع شده‌است.